# Naum Birman
Naum Birman (russisk: Нау́м Бори́сович Би́рман) (født 19. maj 1924 i Sankt Petersborg i Sovjetunionen, død 19. september 1989 i Sankt Petersborg i Sovjetunionen) var en sovjetisk filminstruktør og manuskriptforfatter.

## Filmografi
- Khronika pikirujusjjego bombardirovsjjika (Хроника пикирующего бомбардировщика, 1967)[1][2]
- Utjitel penija (Учитель пения, 1972)
- Sjag navstretju (Шаг навстречу, 1975)
- Troje v lodke, ne stjitaja sobaki (Трое в лодке, не считая собаки, 1979)
- My smerti smotreli v litso (Мы смерти смотрели в лицо, 1980)
- Magija tjornaja i belaja (Магия чёрная и белая, 1983)
- Voskresnyj papa (Воскресный папа, 1985)